# Mercyless
Pour le groupe suédois, voir Merciless
Mercyless est un groupe de death metal français, originaire de Mulhouse, dans le Haut-Rhin. Le groupe est formé en 1987 par Max Otero, Stephane Viard, Gerald Guenzi et Boris Mandavy sous le patronyme Merciless, avant de s'apercevoir que ce nom était déjà la propriété d'un groupe suédois ; ils remplacent alors le i par un y et deviennent Mercyless.
Après quelques albums, dont Abject Offerings en 1992, Coloured Funeral en 1993 et C.O.L.D. en 1996, le groupe se sépare en 2000, puis se reforme en janvier 2011. Ils publient un nouvel album,  Unholy Black Splendor, en 2013, suivi par Pathetic Divinity en 2016.

## Biographie

### Première période (1987–2000)
Le groupe est formé en 1987 par Max Otero, Stephane Viard, Gerald Guenzi et Boris Mandavy sous le patronyme Merciless, avant de s'apercevoir que ce nom était déjà la propriété d'un groupe suédois ; il remplacent alors le i par un y et deviennent Mercyless. Le groupe passe son temps entre concerts locaux et répétitions, enregistrant deux démos, Immortal Harmonies en 1988 et Visions of the Past en 1989, qui leur permettent de se faire remarquer. Leur style est influencé par le death/thrash metal des groupes du sud de la Floride (Death, Obituary...).
En 1990, le groupe fait ses premières apparitions discographiques sur le label Jungle Hop avec son EP Vomiting Nausea et sur la compilation Total Virulence avec son titre Without Christ. En 1992, Mercyless change de bassiste (Rade Radojcic remplace Boris Mandavy) et enregistre son premier album, Abject Offerings, pour le label britannique Vinyl Solution avec le producteur Colin Richardson (Bolt Thrower, Cannibal Corpse, etc.) aux manettes. L'album reçoit un bon accueil des fans et de la presse européenne, ce qui permet à Mercyless de signer avec un label plus important, Century Media pour son deuxième album. En 1993, après un nouveau changement de bassiste (Didier Strenz arrive), parait Coloured Funeral, malgré un accueil plus tiède de la presse spécialisée (le grunge écrase tout à cette époque), l'album est plus intense et travaillé, et permet au groupe de partir pour deux tournées européennes, une avec Death et Anacrusis, l'autre avec Morgoth, Unleashed, Tiamat et Samael. Malheureusement, Century Media, sentant le vent tourner, lâchera le groupe en 1994.
En 1995, Mercyless se renforcera avec un clavier, Tom Smith, et changera sa section rythmique (arrivée de Pierre Lopès à la basse et David Kempf à la batterie) et apportera un changement à sa musique. Les compositions sont plus sombres, plus froides, plus lourdes et malgré quelques apparitions sur des compilations il faudra attendre 1996 pour la parution de leur troisième album C.O.L.D. pour le label Thunder productions. Mais le groupe n'est pas satisfait du travail, notamment promotionnel, fourni par son label, et fait retirer celui-ci des bacs et décide de faire une pause. En 1999, C.O.L.D. réapparait dans les bacs sous le label allemand Impact records pendant que le groupe travaille sur son successeur. Celui-ci paraît en 2000, et se nomme Sure to be Pure. Le death metal des débuts laisse sa place à un power/thrash metal dans le style de Pantera ou Machine Head mais le public ne suivra pas et  malgré une excellente distribution, l'album ne se vendra pas, ce qui mit fin à la carrière de Mercyless.

### Deuxième période (depuis 2011)
En fin janvier 2011, Mercyless se reforme, avec Laurent Michalak à la batterie et Matthieu Merklen à la basse. Pour célébrer cette réunion, un double-album collector, In Memory of Agrazabeth, est publié au label Legion of Death Records, et comprend des démos et lives enregistrées entre 1988 et 1993. Le groupe annonce en parallèle l'écriture d'un nouvel album dans la veine de Abject Offerings. En mai 2013, le groupe annonce son album tant attendu, Unholy Black Splendor, pour le 17 mai en France, et le 7 juin à l'international au label Trendkill Recordings. L'album est mixé et masterisé par Dan Swanö et comprend « neuf chansons de pur death metal oldschool », selon la presse.
En mai 2015, Mercyless annonce la sortie du split Blast from the Past, avec le groupe Crusher, au label Deadlight Entertainment en format vinyle, limité à 300 exemplaires. Le 6 juin 2016, ils publient le single Altered Divination en téléchargement gratuit, avant la sortie, le 7 octobre 2016, de leur nouvel album, Pathetic Divinity. Les détails de l'album sont révélées le 13 juillet 2016.

## Style musical
Selon Eduardo Rivadavia, du site web AllMusic, le groupe joue du death metal qui s'accompagne de paroles antichrétiennes. Abject Offerings s'oriente musicalement vers Pestilence et Morgoth. C.O.L.D. s'oriente vers un death metal accompagné d'éléments de metal progressif. Le groupe s'inspire principalement de Pestilence, Cynic et Atheist. Sure to Be Pure s'oriente post-thrash et nu metal. Pour Martin Popoff, dans son ouvrage The Collector's Guide of Heavy Metal Volume 3: The Nineties, Coloured Funeral s'oriente thrash metal, caractérisé par des blast beats à la Slayer. Oliver Recker du magazine Metal Hammer les catégorise death et thrash metal.

## Membres

### Membres actuels
- Max Otero - chant, guitare (1987-2001, depuis 2011)
- Laurent Michalak - batterie (depuis 2011)
- Gautier Merklen - guitare (depuis 2014)
- Yann Tligui - basse (depuis 2017)

### Anciens membres
- Stéphane Viard - guitare (1987-2001, 2011-2013)
- Gerald Guenzi - batterie, percussions (1987-1995)
- Pierre Abeillon - batterie, percussions (1987)
- Boris Mandavy - basse (1987-1991)
- Rade Radojcic - basse (1991-1994)
- Didier Strenz - basse (1994-1995)
- Gotaur - batterie, percussions (1995-2001)
- Tom Smith - claviers (1995-2001, 2011)
- Pierre Lopès - basse (1996-2001, 2011)
- Tintin - batterie, percussions (1999-2001)
- Matthieu Merklen - basse (2011-2016)

## Discographie

### Albums studio
- 1992 : Abject Offerings
- 1993 : Coloured Funeral
- 1996 : C.O.L.D. (réédité en 1999)
- 2000 : Sure to Be Pure
- 2013 : Unholy Black Splendor
- 2016 : Pathetic Divinity
- 2020 : The Mother of All Plagues
- 2024 : Those Who Reign Below

### Autres
- 1990 : Vomiting Nausea (EP)
- 2011 : In Memory of Agrazabeth (compilation démos et lives)
- 2015 : Blast from the Past (split avec Crusher)